# Општина Дулчешти (Њамц)
Дулчешти (рум. Dulceşti) општина је у Румунији у округу Њамц.
Oпштина се налази на надморској висини од 301 m.